# Ostfriesland zur Zeit des Dreißigjährigen Krieges

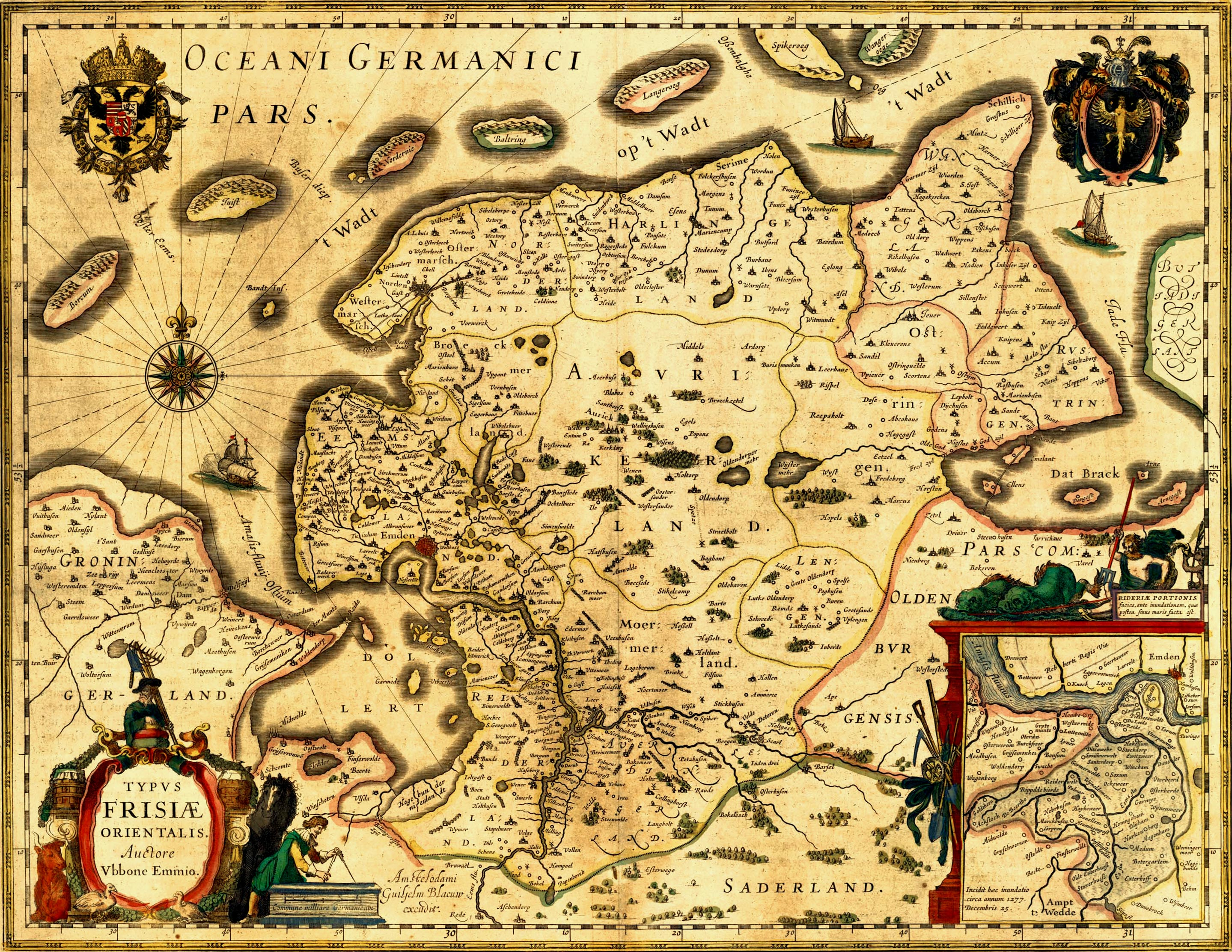
Ostfriesland um 1600, gezeichnet von Ubbo Emmius

Während des Dreißigjährigen Krieges fanden in Ostfriesland keine militärischen Auseinandersetzungen zwischen den Hauptkriegsgegnern statt. Die Grafschaft selbst blieb in diesem europäischen Konflikt neutral. Allerdings nutzten Truppen der Kriegsgegner sie wiederholt als Ruheraum, wobei die Einwohner durch Kontributionen und Einquartierung ausgebeutet wurden. Von 1622 bis 1624 besetzten Truppen des protestantischen Heerführers Ernst von Mansfeld, von 1627 bis 1631 katholische Truppen der ligistischen Armee Tillys und schließlich von 1637 bis 1651 hessische Truppen das Land.
Die benachbarten Niederlande übten bereits vor dem Krieg politischen, kulturellen und wirtschaftlichen Einfluss auf die Grafschaft Ostfriesland aus. Während des Krieges stationierten sie an zentralen und strategisch wichtigen Orten Truppen, darunter in der Festung Leerort bei Leer und in Emden.
Auch nach Abschluss des Westfälischen Friedens blieben bis 1651 fremde Truppenteile in einem zu erheblichen Teilen entvölkerten Land. Nur relativ stark befestigte Orte wie Emden waren fähig, sich dem Zugriff der Besatzer zu entziehen und so ihre wirtschaftliche Infrastruktur, wenn auch unter immensen Einbußen, zu erhalten.
Infolge des Krieges konnten die Stände vom Landesherrn eine weitgehende Autonomie erringen. So waren es die Stände und nicht der Graf, die mit Ernst von Mansfeld über einen Abzug verhandelten und diesen Vertrag dann als Vertreter Ostfrieslands unterzeichneten. Auf die Vertretung der Stände geht die Ostfriesische Landschaft zurück, die sich heute der Kulturpflege widmet.

## Stände und Konfessionspolitik vor dem Krieg

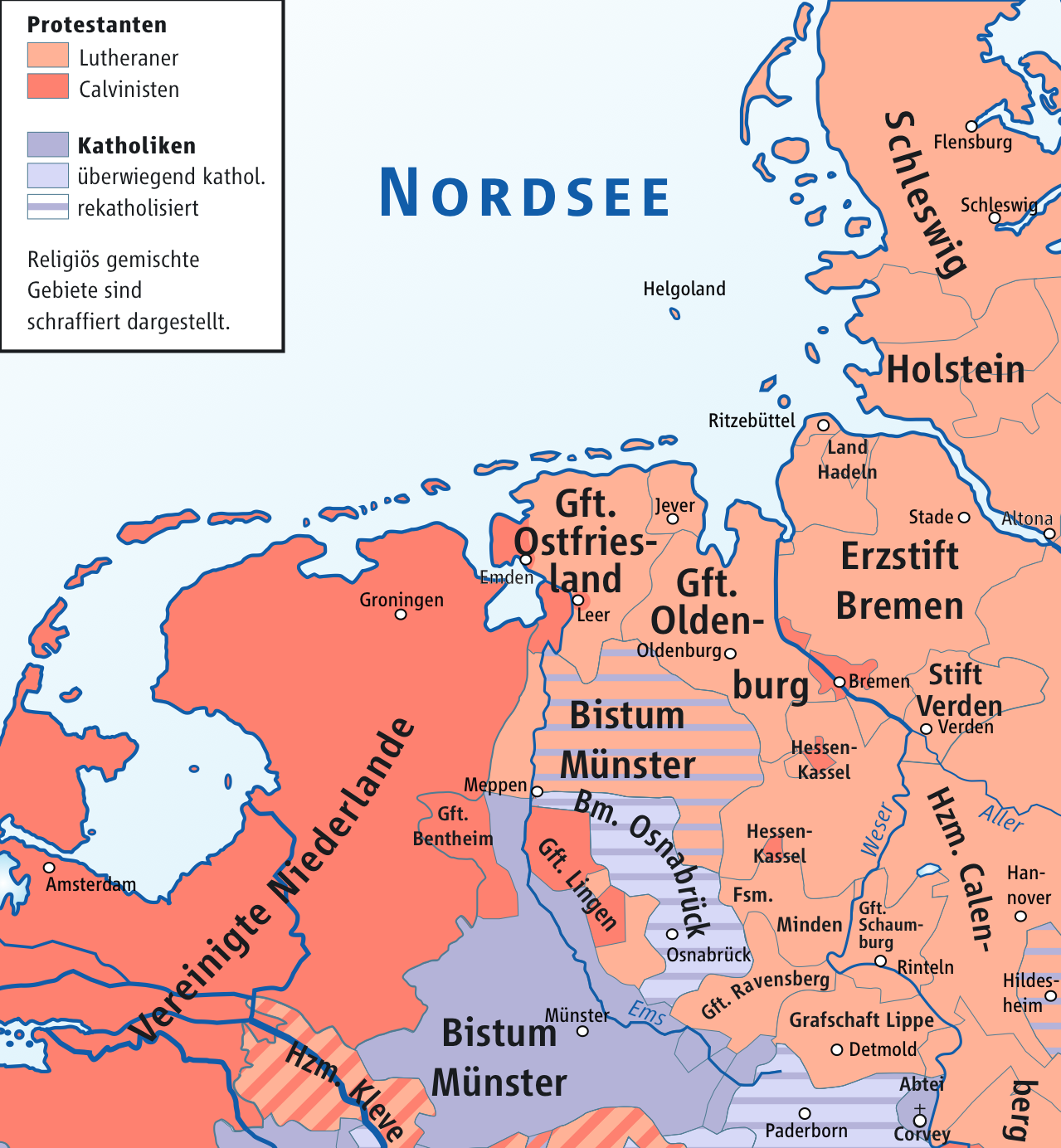
Die Konfessionen in Ostfriesland um 1618

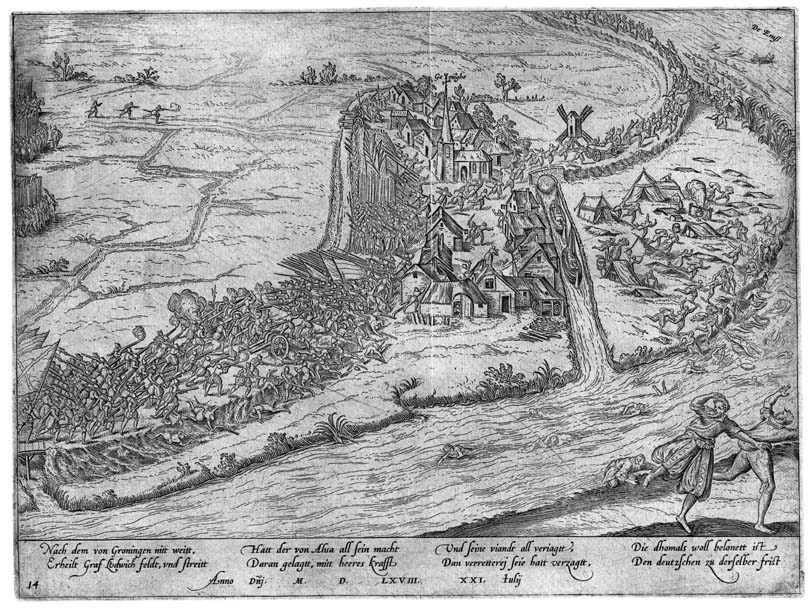
Die Schlacht von Jemgum, dargestellt von Frans Hogenberg

Die Grafschaft Ostfriesland war zu Beginn des 17. Jahrhunderts zutiefst gespalten. Die Grafen handelten ungeschickt und sahen sich starken Ständen gegenüber, innerhalb derer die Stadt Emden weitgehend selbstständig handelte. Seit dem Osterhusischen Akkord von 1611 hatten die Stände zudem die Hoheit in Gesetzgebung, Steuererhebung und Rechtsprechung.
Emden und die Landstände wurden von den Niederlanden gestärkt, die das Land wie einen Vasallenstaat und als strategisch günstig gelegenen Rückzugsraum behandelten. Bereits 1568 wichen niederländische Truppen dorthin aus, als sie im beginnenden Achtzigjährigen Krieg von spanischen Truppen verfolgt wurden. Nach der Schlacht von Jemgum zogen die Spanier anschließend drei Tage lang plündernd, brandschatzend und vergewaltigend durch das Rheiderland.
Der Augsburger Religionsfrieden von 1555 bestimmte, dass der Landesherr die Religion der Einwohner wählen durfte. Die ostfriesischen Landesherren waren zu schwach, diese Bestimmung durchzusetzen. So bestand weiterhin ein calvinistischer Westen und ein lutherischer Osten. Die Emder Konkordate von 1599 besiegelten schließlich das Nebeneinander der Konfessionen. Beim Reichsdeputationshauptschluss 1803 war Ostfriesland das einzige Reichsland neben dem Hochstift Osnabrück, in dem zwei Konfessionen zugelassen waren. Katholische Kirchen gab es in Ostfriesland nicht mehr, katholische Christen kaum noch.
Anders als im Luthertum üblich konnten die Landesherren nicht einmal die Pastoren wählen; das war der Emder Konkordate zufolge das Recht der Gemeinden selbst. Die vom Landesherrn ausgeübte Kirchenleitung war auf ein Minimum beschränkt. Im Konkordat war vorgesehen, dass beide Konfessionen ein Konsistorium (als oberste Kirchenleitung) besetzen sollten. Dieses wurde allerdings erst 1643 in Aurich eingerichtet und übte erst ab 1744 tatsächliche Macht aus (als Ostfriesland zu Preußen kam).

## Besetzung durch protestantische Truppen unter Ernst von Mansfeld (1622–1624)

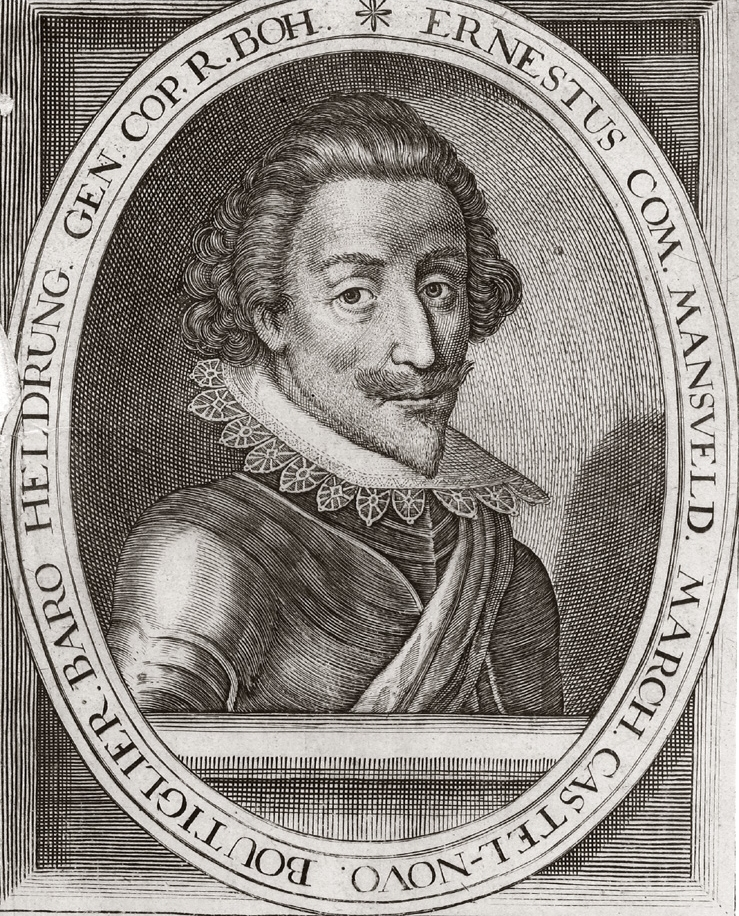
Peter Ernst II. von Mansfeld

### Vorgeschichte
Im Dreißigjährigen Krieg standen sich die Protestantische Union und die Katholische Liga gegenüber. Einer der Heerführer der Protestanten war Ernst von Mansfeld. Er befand sich ab 1611 im Dienst der Union und zog 1618 zur Unterstützung der protestantischen Stände nach Böhmen, wo er bis Mai 1621 blieb. Anschließend diente er dem geächteten Pfalzgrafen Friedrich (dem vertriebenen Winterkönig von Böhmen) als Heerführer im Kampf um die Kurpfälzer Stammlande. Schwere Niederlagen zwangen Mansfeld zum schrittweisen Rückzug, und im Juli 1622 wurde er mitsamt dem Söldnerheer vom Pfalzgrafen entlassen, nachdem dieser mit dem Kaiser einen Waffenstillstand vereinbart hatte. Bereits seit 1621 hatte er Verbindungen zu den Generalstaaten und gewann ihre finanzielle Hilfe für den Unterhalt seines Heeres; 1622 stand er schließlich für einige Monate ganz in niederländischen Diensten.
Auf der Suche nach einem Winterquartier wurden die Mansfeldschen Truppen im November 1622, nach der Verabschiedung aus niederländischen Diensten, von ihren ehemaligen Dienstherren nach Ostfriesland geleitet. Die Niederlande konnten die Verlegung der Truppen als positive Reaktion auf Bitten des Emder Rats nach Unterstützung und zum Schutz gegen den Grafen begründen. Tatsächlich befanden sich die Generalstaaten bereits seit 1568 im Unabhängigkeitskrieg mit Spanien. Obschon seit 1609 ein Waffenstillstand galt, flammten die Kämpfe ab 1621 wieder auf. So geriet Ostfriesland in den Sog europäischer Auseinandersetzungen. Für die Niederländer war die Region vor dem Zugriff der Spanier geschützt und die Truppen Mansfelds waren verfügbar, um sie im Ernstfall einsetzen zu können, ohne dabei eigenes Gebiet mit der Einquartierung und Versorgung belasten zu müssen.

### Einquartierung der Truppen

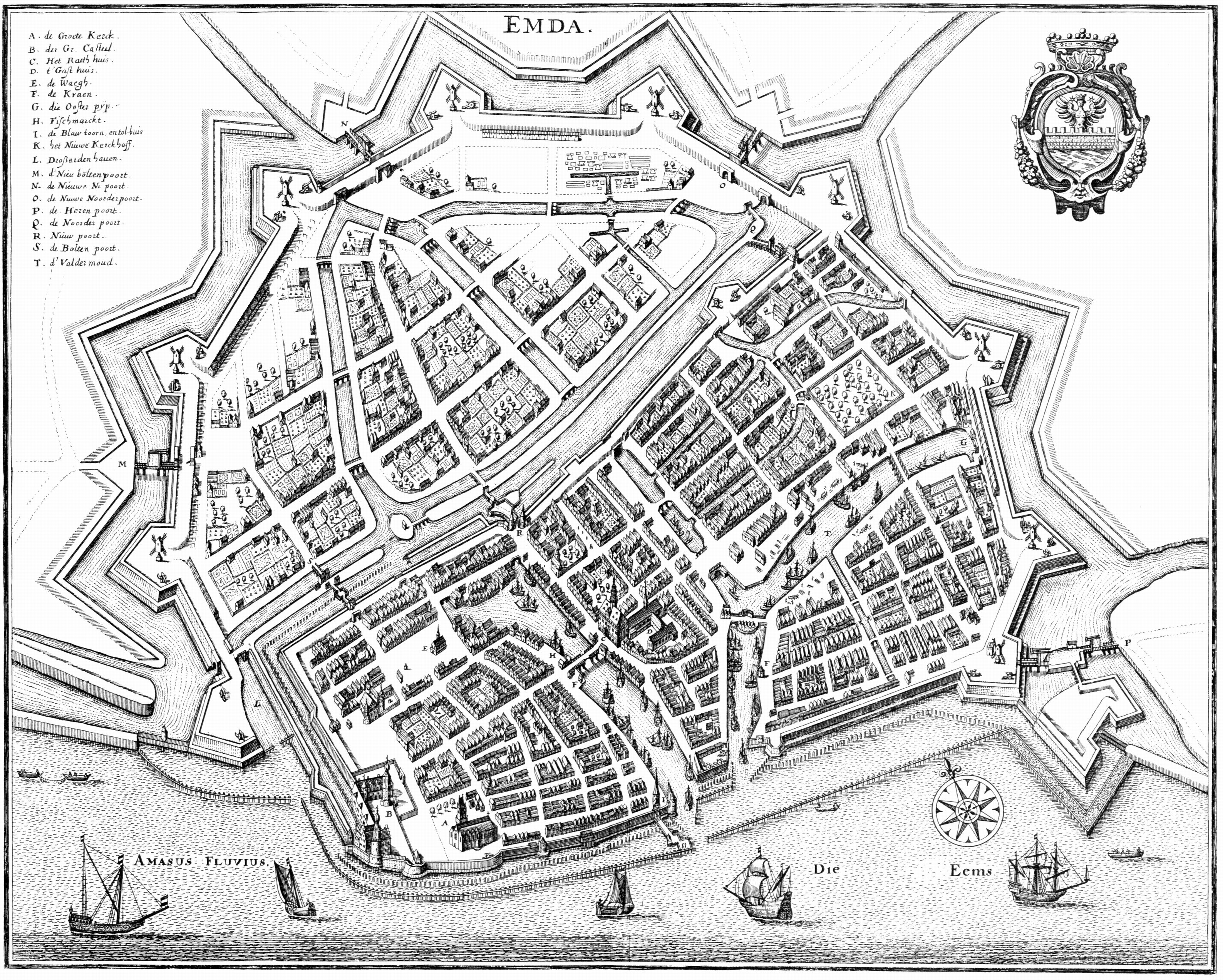
Emden um 1640
Gut erkennbar die 1606 bis 1616 errichteten Festungsanlagen

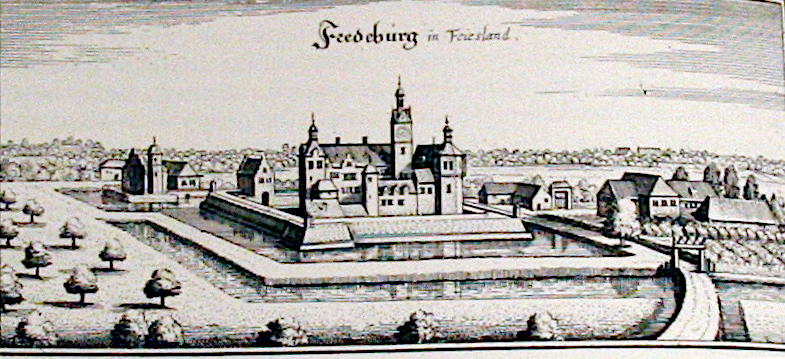
Festung Friedeburg. Seitenverkehrter Stich von Merian aus der zweiten Hälfte des 17. Jahrhunderts

Die Verlegung des Mansfeldschen Heeres verlief zügig und ohne geschlossene Gegenwehr Ostfrieslands. Schnell waren die wichtigsten gräflichen Burgen besetzt. Bereits am 3. November 1621 hatten seine Truppen Meppen besetzt, um den Nachschub über die Ems zu sichern. Von hier eroberte er schnell das Rheiderland mit Leer. Dabei zog er 6000 Taler an Kontributionen ein. Die chronisch unterbesetzten Festungen Stickhausen, Greetsiel und Friedeburg ergaben sich kampflos. Der Obrist Joachim von Carpzov wurde in Jemgum einquartiert. Der machtlose Graf Enno III. gab seine Residenz Aurich preis und zog sich nach Esens zurück, wo er wie ein Gefangener lebte, da Truppen Ernst von Mansfelds ihm folgten und ihn festsetzten. Dabei erbeuteten sie 300.000 in Fässer abgepackte Reichstaler. Diese waren laut den Bestimmungen des Berumer Vergleichs als Abfindung für die Abtretung des zunächst nicht zu Ostfriesland gehörenden Harlingerlandes durch die Grafen von Rietberg gedacht.
Ostfriesland litt in der Folgezeit große Not. Die auswärtigen Truppen ernährten sich aus dem Lande und wurden durch Anwerbungen noch verstärkt. Einzig die Stadt Emden konnte sich, geschützt durch den kurz zuvor fertiggestellten Emder Wall, Mansfeld widersetzen. Als dieser einige Dörfer der Umgebung besetzte, verlangten die Emder von den Generalstaaten vergeblich Hilfe. Eine der Folgen war der Ausbruch der Pest. So starb am 30. September 1623 in Aurich der Mansfelder Kommandeur Graf Hugo von Schlick zusammen mit 18 anderen an der Pest, später starben noch weitere 800 Einwohner und Soldaten.
Die Stadt war aber gut gerüstet und in der Lage, eine ausreichende Verteidigungsanlage zu errichten. Der Festungsbaumeister Johann von Falkenburg hatte die Stadt von 1606 bis 1616 auf den neuesten Stand der Verteidigungstechnik gebracht. So konnte sie ihre Umgebung gezielt unter Wasser setzen, was sie zur Demonstration auch tat. Ferner riss sie den Vorort Barenburg ab, um freies Schussfeld zu haben. Mansfeld unterließ es daraufhin, die Stadt anzugreifen.

### Ernst von Mansfelds Pläne für Ostfriesland

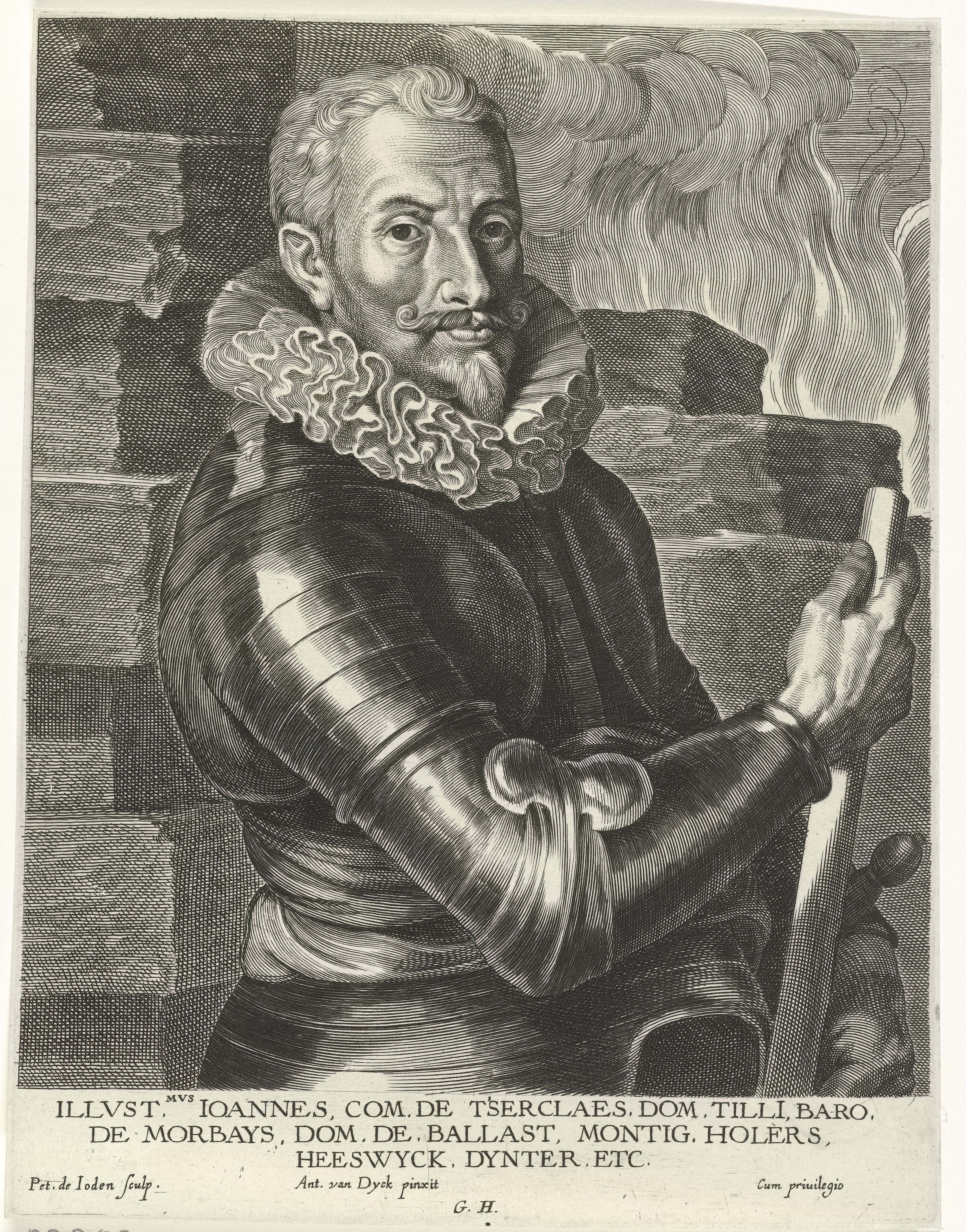
Johann T’Serclaes von Tilly, Stich von Pieter de Jode d. Ä.

Er nahm zunächst Quartier in Greetsiel. Von hier aus verhandelte er erst mit Spanien und später mit Dänemark. Auch versuchte er, sich eine legitime Stellung im Hochadel Ostfrieslands zu verschaffen. Er bat Graf Enno III. um die Hand seiner Tochter Christine Sophia, die sich jedoch verweigerte.
Ende November 1622 schlug Mansfeld der Stadt Emden und der Ritterschaft ein festes Bündnis mit den Niederlanden vor. Er sah für sich die Position des Gubernators vor, dem die Organisation der Landesverteidigung obliegen sollte. Seine Pläne sahen weiterhin vor, dass die münsterschen Ämter Cloppenburg, Meppen, Vechta und Wildeshausen der Grafschaft angeschlossen werden. Die gräfliche Zentralgewalt sollte dabei auf ihre althergebrachten Einkünfte mit Ausnahme der Klostergüter – die neben weiteren Steuern zur Finanzierung der Landesverteidigung gedacht waren – beschränkt werden. Deutlich zeigte Mansfeld hier sein Interesse, sich als eigentlicher Herr im Lande anerkennen zu lassen. Die Stände lehnten sein Ansinnen ab und suchten in der Folgezeit nach Mitteln und Wegen, sich von den landfremden Truppen zu befreien und diese zum Abzug zu bewegen. Die Generalstaaten hingegen, von den Ostfriesen als einflussreichster Helfer Mansfelds angesprochen, reagierten kühl. So blieb Mansfeld auch 1623 im Lande.
Inzwischen rückte von Süden das Heer des kaiserlichen Feldherrn Tilly auf Ostfriesland zu, um den Ausbau der Region zur Festung zu verhindern. Damit drohte das Land zum Kriegsschauplatz zu werden. Anfang September stand Tilly südlich von Oldenburg, verzichtete aber auf eine Offensive gegen Mansfeld, weil ihm das Risiko eines Angriffs auf das Land zu hoch war. Das Geestgebiet im Innern Ostfrieslands war aufgrund der zahlreichen Moore schwer zugänglich. Die Fernstraßen des Mittelalters umgingen das Gebiet, und noch heute verlaufen die Eisenbahnstrecken am Geestrand entlang.

### Offene Auseinandersetzungen und Verhandlungen über den Abzug
Die Region war durch die inzwischen 17-monatige Besetzung ausgezehrt. Zu diesen Belastungen kamen Kälte, Hunger und Seuchen. Seit Sommer 1623 hatte sich die Pest in Ostfriesland ausgebreitet. So verlor zum Beispiel die Residenzstadt Aurich in dieser Zeit durch die Pest 800 Einwohner. Auch die Stadt Emden, obgleich von der Pest verschont, begann die Belastungen nun stärker zu spüren. Immer mehr Flüchtlinge aus der Grafschaft drängten sich in ihren Mauern; die Stadt fing an, unter dem wirtschaftlichen Verfall des Hinterlandes zu leiden. Allmählich begann sie dann bis zur feindseligen Konfrontation, Widerstand gegen Mansfeld zu leisten. Als Mansfeld nach dem Abzug der Truppen Tillys im Herbst 1623 seine Artillerie und anderes Kriegsmaterial von Leer nach Greetsiel transportieren ließ, gelang es den Emdern, dieses Schiff abzufangen und die gesamte Ladung zu erbeuten. Zudem bemühte sich die Stadt, Mansfeld den Seeweg abzuschneiden. Die Folgen dieser Blockade waren für Ostfriesland verheerend. Die ohnehin wirtschaftlich schwer getroffene Grafschaft wurde durch die von Hungersnot geplagten Truppen ausgeplündert. Wie stark diese Belastungen die Bevölkerung trafen, lässt sich einer Chronik entnehmen: „Schlemmen, Bauern Schinden, Weiber schänden war ihr tägliches Handwerk. Unterweil liefen Sengen und Brennen mit unter…“. Die Bevölkerung reagierte auf die brutalen Übergriffe mit Abwehr- und Racheaktionen. Allmählich begannen die Verhältnisse in der Region sich zum offenen Kriegszustand zu entwickeln. Für die Generalstaaten als vorgebliche Schutzmacht waren die Zustände in Ostfriesland bald nicht mehr haltbar und so vermittelten sie, die die Truppen ja überhaupt ins Land geholt hatten, zwischen Mansfeld und den Ostfriesischen Ständen, die bezeichnenderweise an Stelle des Grafen die Verhandlungen über die Bedingungen des Abzuges führten. Mansfeld, der durch die Verwüstung Ostfrieslands sich selbst seiner Basis beraubt hatte, verlangte dafür 300.000 Gulden. Diese Summe im Lande aufzubringen war nicht möglich. Schließlich boten die Niederländer an, den Ständen diese Summe vorzustrecken. Am 12. Januar 1624 unterschrieb Mansfeld den Abzugsvertrag und entließ seine Söldnertruppen bei Stickhausen.

## Die Jahre 1625 bis 1627
Obgleich Mansfeld das Land als Basis nutzen wollte, konnte er die Plünderungen durch seine eigenen Truppen nicht verhindern. Aus dem Umkreis der Lager waren 90 % der Bevölkerung geflohen, was mit dem Niederbrennen der leerstehenden Häuser bestraft wurde. Bald existierte in vielen Orten nur noch ein Bruchteil der ursprünglichen Häuser. Der Begriff Mansfelder wurde zu einer volkstümlichen Bezeichnung von Mörder- oder Räuberbanden.
Die ostfriesische Gesellschaft blieb nach dem Abzug der Truppen weiter gespalten. So lehnte es die Stadt Emden ab, sich an der Rückerstattung jener 300.000 Gulden zu beteiligen, die Mansfeld in Form einer Kontribution für seinen Abzug verlangt hatte.
1625 starb Enno III. und sein Sohn Rudolf Christian wurde Graf von Ostfriesland. Während seiner Regierungszeit wurde die Erwerbung des Harlingerlandes durch seinen Vater Graf Enno III. symbolisch abgeschlossen, indem er 1626 das bis 1744 gültige sechsfeldrige ostfriesische Wappen einführte. Im selben Jahr besetzten die Niederländer einen Teil Ostfrieslands, um hier die Grenzfestung Neuschanz zu errichten, dessen Terrain sie sich nach Vollendung des Bauwerks endgültig abtreten ließen.

## Einquartierung kaiserlicher Truppen (1627–1631)

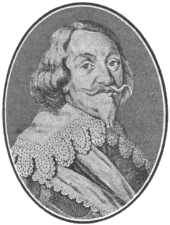
Matthias Gallas

1627 rückten Verbände der Armee Tillys unter dem Obersten Gallas in die Grafschaft ein. Erneut geriet Ostfriesland in einen Sog auswärtiger Ereignisse. Seit 1626/27 führten Tilly und Wallenstein mit großem Erfolg einen Feldzug gegen König Christian IV. von Dänemark und Norwegen sowie seine norddeutschen Verbündeten.
Ostfriesland, obgleich nach wie vor neutral in diesem Konflikt, wurde erneut von fremden Truppen besetzt, die Winterquartiere brauchten. Zudem war es durch innere Konflikte unfähig, eine Landesverteidigung aufzubieten, die sich den Truppen hätte entgegenstellen können. Emden, durch Verteidigungsanlagen gut geschützt, weigerte sich, ein städtisches Aufgebot zur Sicherung der Landesgrenzen aufzubieten. Der Graf auf der anderen Seite war nicht dazu zu bewegen, seine Einkünfte aus dem Harlingerland und aus den säkularisierten Klostergütern für die Landesverteidigung aufzubringen. Erneut wurde das Land als Rückzugsraum für auswärtige Truppen benutzt.

### Besatzung und Tod Graf Rudolf Christians

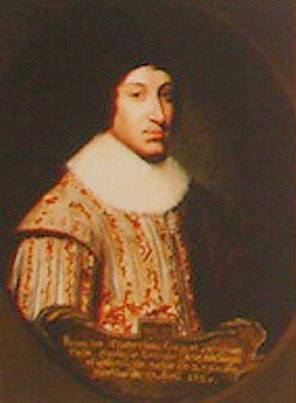
Graf Rudolf Christian starb während Verhandlungen über Kontributionen an den Folgen eines Duells

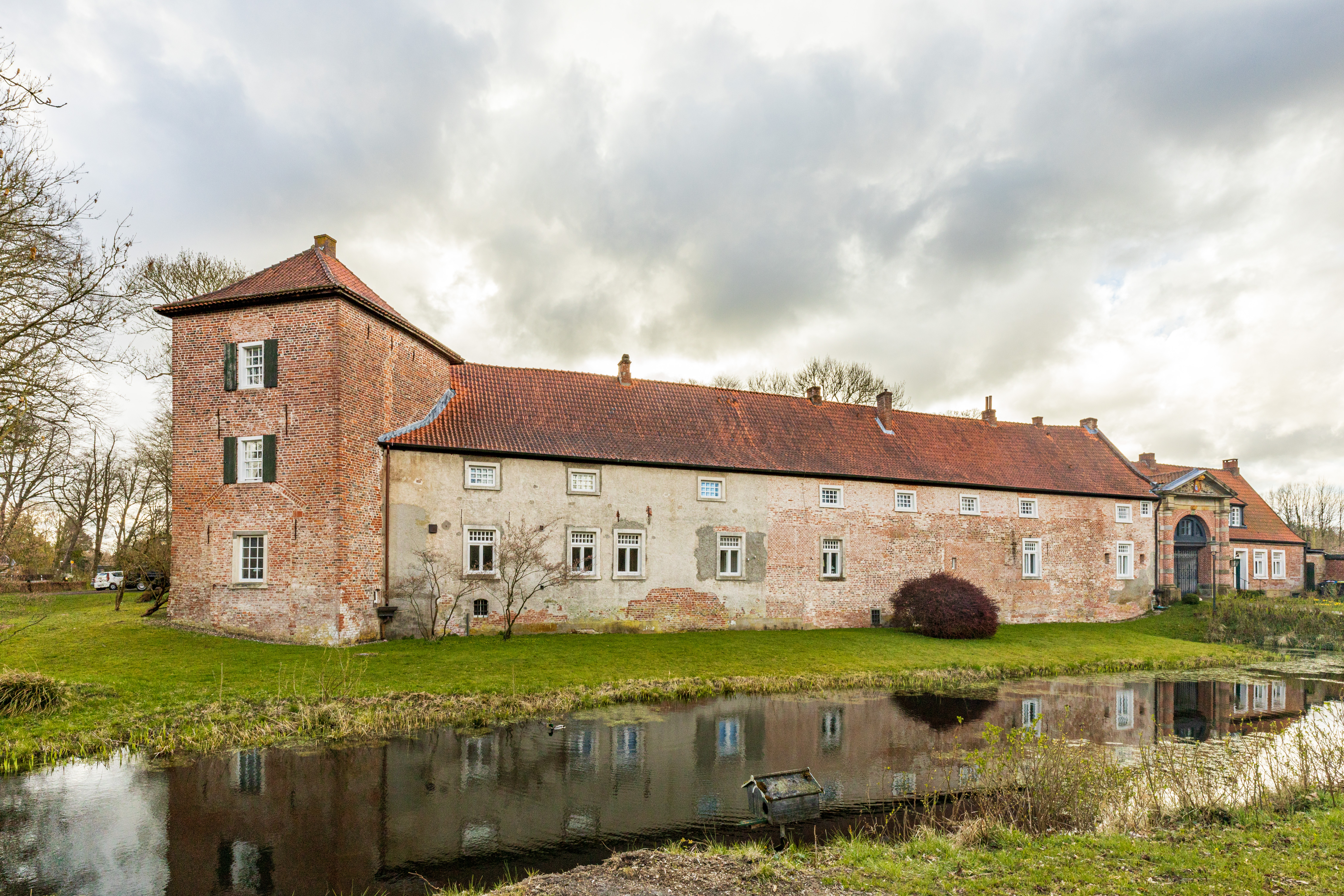
Burg Berum

Im Dezember 1627 zogen drei Regimenter des Tillyschen Heeres unter dem Obersten Graf Gallas in Ostfriesland zum Winterquartier ein. Er machte Schloss Berum zu seinem Hauptquartier. General Johann Jakob von Bronckhorst-Batenburg nahm Quartier in Jever, zehn Kompanien Reiterei wurden ins Rheiderland verlegt und in Friedeburg waren 600 Mann stationiert. Im ganzen Land waren nun Truppen – mit Ausnahme von Aurich (auf Bitten des Grafen) und Emden.
Im März 1628 versammelten sich die Stände und die Kaiserlichen, um über die Kontributionen zu verhandeln. Alle mussten zahlen, nur Emden weigerte sich – sechs städtische Kompanien und die Festung gaben der Stadt genügend Sicherheit.
Am 15. April 1628 begab sich der junge Graf von Ostfriesland Rudolf Christian nach Berum, um dort mit den kaiserlichen Befehlshabern über eine Mäßigung der Kontributionen zu verhandeln. Gewohnheitsgemäß wurde dabei gut gespeist und getrunken. Im Anschluss an dieses Gelage kam es zu einem Duell mit einem Lieutenant Thomas Streif der kaiserlichen Truppen, in dessen Verlauf der erst 26-jährige Graf durch einen Stich in das linke Auge tödlich verletzt wurde. Er starb am darauffolgenden Tag. Da Rudolf Christian kinderlos war, folgte ihm sein Bruder Ulrich II. als Graf von Ostfriesland nach.
Im Gegensatz zu den Truppen Mansfelds verhielten sich die kaiserlichen Truppen immerhin disziplinierter. Dem Grafen wurde die Residenz in Aurich gelassen. Die Truppen lebten zwar auch von den Kontributionen des Landes, zahlten aber für ihre Versorgung. Ein erheblicher Teil des von der Bevölkerung aufgebrachten Geldes floss auf diesem Wege zurück ins Land.

### Truppenabzug
Ab 1630 griff der schwedische König Gustav II. Adolf auf Seiten der Protestanten erfolgreich in den Krieg ein. Im Frühjahr 1631 sammelten sich die Truppen bei Oldenburg und rückten am 9. April ab, um die Magdeburger im Mai bei ihrem Kampf gegen die Belagerung durch kaiserliche Truppen zu unterstützen. Im September 1631 gelang Gustav Adolf in der ersten Schlacht bei Breitenfeld ein Sieg gegen die Kaiserlichen, die anschließend bis nach Bayern zurückgedrängt werden konnten. Die kaiserlichen Truppen sahen sich gezwungen, Ostfriesland zu verlassen.

## Die Jahre 1631 bis 1637

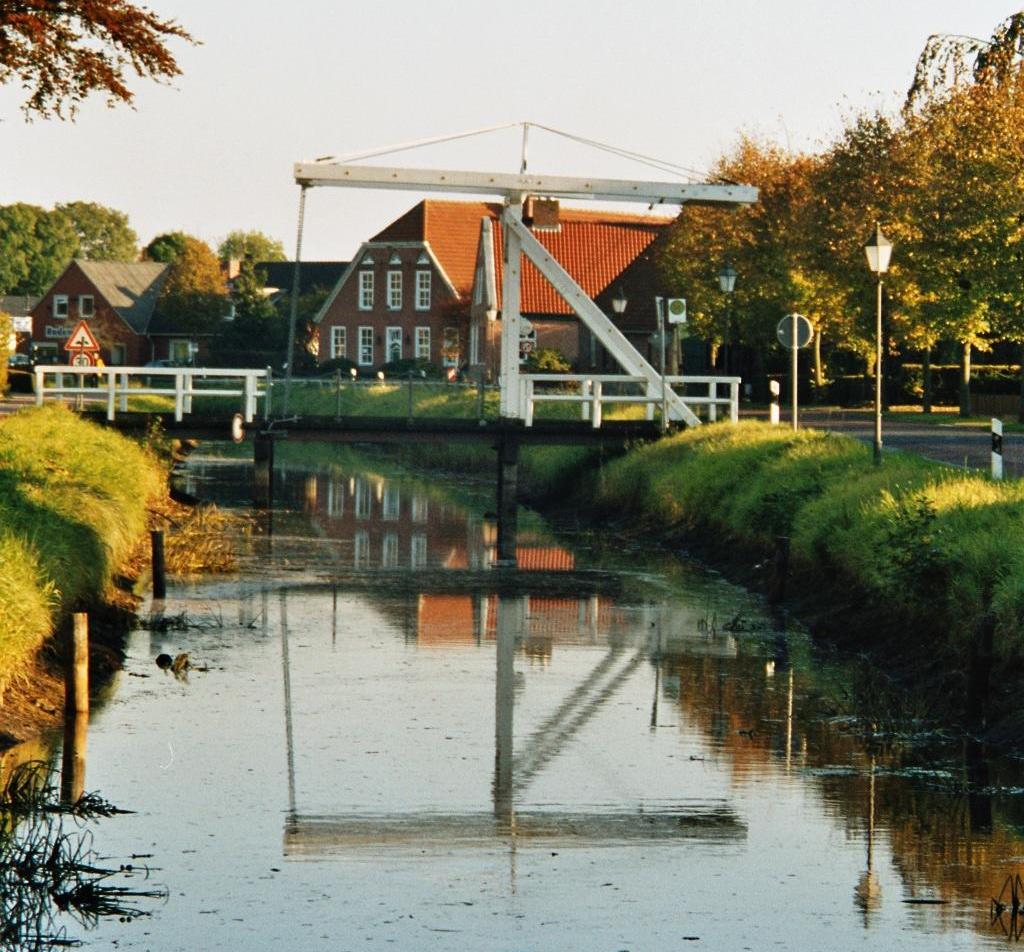
Fehnkanal in Westgroßefehn

Auch nach dem Abzug der kaiserlichen Truppen gelang es nicht, die inneren Gegensätze zugunsten einer schlagkräftigen Landesverteidigung beizulegen. Sowohl der Graf als auch die Stände verweigerten aus Angst, die jeweils gegnerische Seite zu stärken, Gelder zur Finanzierung von Truppen. Die Stadt Emden hielt sich aus diesem Zwist ganz heraus und vertraute weiterhin auf ihre starken Verteidigungsanlagen sowie auf die von Graf und Ständen finanzierte Garnison, die sie ausschließlich für eigene Zwecke einsetzte.
In dieser Zwischenzeit begann die Kolonisierung der Moore durch Fehnkulturen nach niederländischem Vorbild. Die Gründung der Fehne hing ursächlich mit der im Dreißigjährigen Krieg einsetzenden Verteuerung des Brennstoffes Torf und den gestörten Torflieferungen aus dem niederländischen Oldambt oder dem Saterland zusammen. Um dies auszugleichen und die Stadt Emden mit Torf aus dem Ostfriesischen Zentralmoor zu versorgen, gründeten Emder Kaufleute 1633 die erste Fehnsiedlung Ostfrieslands, (West-)Großefehn, die heute Teil der größten Fehnanlage Ostfrieslands ist. Zunächst wurde mit dem Bau eines Kanals zur Trockenlegung des Moorgebiets begonnen, um anschließend auf den abgetorften Gebieten entlang des Kanals Kolonisten anzusiedeln und so die Städte Emden, Leer und Weener mit dem Brennstoff zu versorgen.

## Besetzung durch Truppen der antikaiserlichen Allianz (1637–1650)

### Einmarsch hessischer Regimenter im Herbst 1637

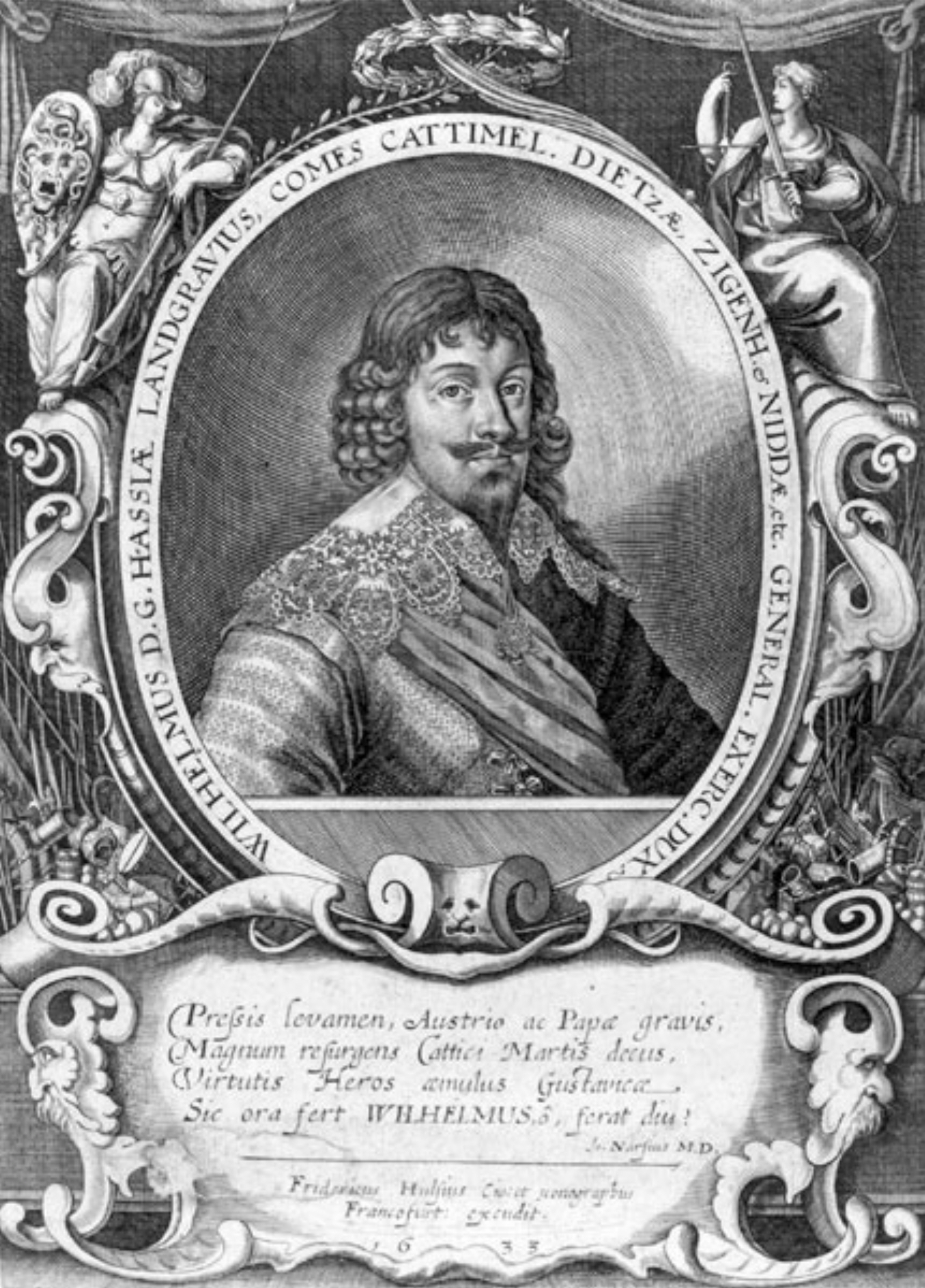
Wilhelm V. von Hessen-Kassel, verstarb 1637 in Leer

1637 marschierten hessische Truppen unter dem Oberbefehl des Landgrafen Wilhelm V. in Ostfriesland ein. Wilhelm hatte sich mit dem schwedischen König Gustav Adolf verbündet und an dessen Seite große Landgewinne für sich verbucht. Als Gustav Adolf 1632 in der Schlacht bei Lützen fiel, brach die politische Koalition, in der Hessen-Kassel so erstarkt war, zusammen und die katholische Liga gewann wieder an Kraft. In der Folge begannen kaiserliche Truppen eine Strafaktion gegen Hessen-Kassel. Wilhelm gelang es, mit seiner Familie und einem Großteil seiner Truppen zu fliehen. Er diente seinen 7000 Mann starken Heeresverband der von den Niederlanden unterstützten französisch-schwedischen Allianz gegen Habsburg an. Die Niederlande boten ihm im Gegenzug in geheimen Verhandlungen Ostfriesland als Regenerierungsraum und für künftige Operationen als strategisch günstige Region an. Den Niederlanden ging es dabei vor allem um den Schutz des Rheins und ihrer Handelswege. Ostfriesische Interessen wurden dabei übergangen und das Land vor vollendete Tatsachen gestellt. Am 12. August meldete Wilhelm den ostfriesischen Ständen seine Absicht, Quartier zu nehmen. Unmittelbar darauf begann sein Heer die Ems abwärts nach Ostfriesland zu ziehen. Graf Ulrich II. versuchte noch mit rasch zusammengerafften Streitkräften zu reagieren, doch deren Widerstand wurde schnell gebrochen.
Nach zähen Verhandlungen einigten sich die Parteien am 23. September in Leerort auf einen Vertrag. Die Einquartierung von etwa 2500 Mann in Ostfriesland sollte zunächst nur sechs Monate andauern und das Land monatlich 12.000 Reichstaler Kontribution zahlen. Die Stadt Emden, die sich weiterhin hinter ihren Bollwerken geschützt sah, war von diesen Maßnahmen ausgenommen.

### Besatzungszeit und Widerstand

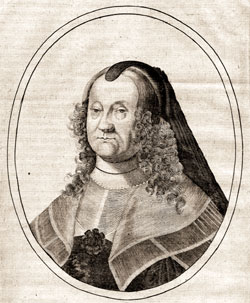
Amalie Elisabeth

Wenige Tage nach Abschluss dieses Vertrages, am 1. Oktober 1637, starb der Landgraf von Hessen nach kurzer Krankheit in Leer. Seine Witwe Amalie Elisabeth blieb mit den Truppen in Ostfriesland, weit über die vereinbarte Frist von sechs Monaten hinaus. Zudem erhöhte sie die Kontribution auf monatlich 15.000 Reichstaler. Die Ostfriesen konnten dem nichts entgegensetzen. Allein die Stadt Emden hatte sich in einem Sondervertrag mit den Hessen günstigere Bedingungen verschafft und die Last der Einquartierung damit abgewälzt. Alle Bitten des Grafen, der Stände und schließlich auch der Generalstaaten um Entfernung der hessischen Truppen blieben erfolglos. Gestützt auf ihre Verbündeten Frankreich und Schweden schob Amalie Elisabeth den Abzug immer weiter hinaus. Zudem argumentierte sie, Ostfriesland sei zu schwach gerüstet, um einem erneuten Angriff kaiserlicher Truppen zu widerstehen.
Die Truppen verhielten sich, durch französische Gelder unterstützt und zudem durch ostfriesische Kontributionen abgesichert, zunächst diszipliniert. Ein Großteil der Kontributionen floss denn auch als Bezahlung der Versorgungsbezüge in das Land zurück. Dennoch überwogen die Belastungen durch die Besetzung und langsam formierte sich Widerstand, vor allem nachdem schwere Sturmfluten zu weiteren Verlusten geführt hatten. Die Verhältnisse machten jedoch ein gemeinsames Vorgehen unmöglich, so dass Ulrich II., auf die Zustimmung der lutherischen Ämter und Städte gestützt, 2000 Soldaten anwarb, auch um zu beweisen, dass sein Land sich gegen den Einmarsch kaiserlicher Truppen gewappnet sah, wenn denn die Hessen abzögen. Zu diesem Zweck nahm er einige Kompanien niederländischer Truppen in Sold.
Die hessischen Truppen sahen sich nun ihrerseits bedroht und errichteten im Rheiderland einige Schanzen. In dieser erhitzten Atmosphäre lieferten sich die hessischen Truppen mit den einheimischen im Sommer 1644 bewaffnete Scharmützel, die für die Ostfriesen mit einer Niederlage endeten. Nur der Tod des hessischen Oberbefehlshabers Kaspar von Eberstein verhinderte den Angriff auf die Hauptstadt Aurich. Unter Vermittlung der Niederländer wurde am 20. Oktober 1644 ein neuerlicher Vertrag geschlossen. Demnach sollten die hessischen Truppen vorläufig in Ostfriesland verbleiben. Im Gegenzug wurde dem Grafen der weitere Unterhalt eigener Truppen zugestanden. Dieser Vertrag hatte eine Laufzeit bis zum März 1645, er wurde aber in der Folgezeit von Jahr zu Jahr verlängert, da die Hessen nicht daran dachten, ihre Truppen abzuziehen.
Kurz darauf protestierte die Stadt Emden mit Teilen der Ritterschaft gegen die Unterhaltung so umfangreicher Streitkräfte durch den Grafen. Er wurde gezwungen, seine Miliz von 2000 auf 1000 Mann zu reduzieren. Im Gegenzug sollten die Hessen abziehen, was aber nicht geschah.

### Bemühungen um Abzug der hessischen Truppen und die Zeit nach Kriegsende

Graf Wilhelm von Lamboy

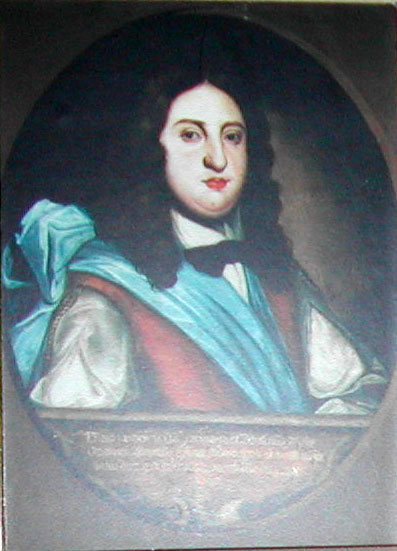
Enno Ludwig

Graf Ulrich reiste im Frühjahr 1646 nach Den Haag, um mit den Staaten über einen Anschluss zu verhandeln. Alle, die Vorteile aus der Situation zogen, wie die Emder, die Franzosen oder Schweden, leisteten jedoch Widerstand. So musste der Graf im Juni 1646 unverrichteter Dinge zurückkehren. Daraufhin schickte er von Ostfriesland seinen Sohn Enno Ludwig am 30. Juni 1646 auf diplomatische Mission. Dieser beschwerte sich persönlich bei einem Bevollmächtigten des Kaisers in Münster und ging dann selbst nach Wien. Auch dieser Versuch, die hessischen Truppen aus dem Lande zu drängen, misslang.
1647 rückte eine kaiserliche Armee von 6000 Mann unter General Lamboy auf Ostfriesland vor und die Grafschaft drohte gegen Ende des Dreißigjährigen Krieges noch zum Schauplatz blutiger Auseinandersetzungen zu werden. Die Kaiserlichen zogen in Richtung Leer und plünderten im Rheiderland. Der Hintergedanke war, die Hessen zu vertreiben und den spanischen Truppen einen Stützpunkt zwischen Holland und Dänemark zu verschaffen. Der schwedische General Königsmarck gab daraufhin die Belagerung von Paderborn auf und eilte zusammen mit dem hessischen General Rabenhaupt nach Ostfriesland. Lamboy zog sich zurück, als sich schwedische Verbände zur Unterstützung der Hessen näherten. Nur um Jemgum – von den Hessen zur Festung ausgebaut – entspann sich ein kurzes Gefecht. Am 8. November 1647 erhielt die Besatzung freien Abzug.
Die Hessen blieben noch weit über den Westfälischen Frieden hinaus im Lande. Erst im August 1650 zogen sie ab. Dies war auf dem Nürnberger Exekutionstag so geregelt worden. Die Landgräfin Amelie Elisabeth wurde verpflichtet, ihre Truppen zunächst aus der Reichsstadt Friedberg, dann aus Bocholt im Stift Münster und schließlich aus Ostfriesland abzuziehen.
In niederländischem Sold stehende Truppenteile konnten in dem Vertrag nicht berücksichtigt werden. Sie blieben weiterhin in Ostfriesland und am Niederrhein präsent.

## Kriegsfolgen
Auch wenn Ostfriesland von größeren Auseinandersetzungen weitgehend verschont blieb, haben die Jahre der Besatzung das Land weitgehend ruiniert und es noch tiefer gespalten zurückgelassen, als es schon vor den Einquartierungen fremder Truppen war. Die Präsenz auswärtiger Kräfte hat dabei nicht zu einem Zusammenrücken, sondern zu einem weitgehend eigenmächtigem Handeln der politischen Akteure geführt. Graf und Stände unterhielten eigene Institutionen zur Landesentwicklung und trieben eigene Steuern bei den Landesbewohnern ein. An den wirtschaftlichen und sozialen Verheerungen hatte die Region noch lange zu tragen.
Vor allem die Kontributionen an die hessischen Truppen, die noch drei Jahre über das Kriegsende hinaus in Ostfriesland verblieben, haben das Land finanziell ausgezehrt. So sind allein in der Schlussphase folgende Summen gezahlt worden:
- 1646: 233.049 Gulden
- 1647: 297.372 Gulden
- 1648: 267.593 Gulden
- 1649: 276.421 Gulden
- 1650/51: 469.362 Gulden

Da die Summen nicht im Land verfügbar waren, mussten sie durch langfristige Kredite bei den Generalstaaten aufgebracht werden, so dass Ostfriesland paradoxerweise Schuldner des Landes wurde, das maßgeblich dafür verantwortlich war, dass auswärtige Truppen in der Region untergebracht wurden. Zudem sahen sich die Grafen Ostfrieslands nach dem Raub der 300.000 in Fässer abgepackten Reichstaler durch Mansfeldsche Truppen weiteren Forderungen durch das Haus Liechtenstein als Rechtsnachfolger der Grafen von Rietberg ausgesetzt. Diese erneuerten 1663 die Forderungen des Berumer Vertrages. Da das seit 1654 zum Fürstentum erhobene Ostfriesland unter Fürst Georg Christian nicht zahlen konnte, wurde der Fürstbischof von Münster zum Schuldeneintreiber bestimmt. Er fiel in Ostfriesland ein. Nur mit Hilfe der Generalstaaten und des Herzogs Eberhard von Württemberg konnten die münsterschen Truppen vertrieben, ein Kompromiss vermittelt und die noch einmal um 200.000 Taler erhöhte Summe aufgebracht werden.